# Ernest Hollings
Ernest Frederick "Fritz" Hollings (Charleston, 1 de enero de 1922-Isle of Palms, 6 de abril de 2019) fue un político estadounidense, miembro del Partido Demócrata y senador de Carolina del Sur (1966-2005).

## Biografía
Pese a nacer en una familia de larga tradición segregacionista, estudiar en un colegio segregacionista y tener una fuerte conciencia segregacionista supo ver los signos de los tiempos y durante su mandato al frente de Carolina del Sur, implantó pacíficamente los derechos civiles.
Sirvió en el ejército durante la II Guerra Mundial, y tras una breve etapa como abogado, dedicó toda su vida a la política. Miembro de la cámara estatal de Carolina del Sur (1949), teniente gobernador (1965), gobernador (1959) y senador federal (1966-2004).